# Stazione di Montserrat
La stazione di Montserrat è una stazione della ferrovia di Montserrat, delle funicolari di Sant Joan e della Santa Cova e della teleferica di Montserrat.
Si trova al lato del monastero di Montserrat. La stazione funicolare di Sant Joan fu inaugurata nel 1918, quella di Santa Cova nel 1929, quella della teleferica nel 1930 e quella del treno a cremagliera l'11 luglio del 2003.